# 双子探偵
『双子探偵』（ふたごたんてい）は、NHK教育テレビジョンの「ドラマ愛の詩」で1999年7月3日から10月2日まで毎週土曜の18時から18時30分に放送されたテレビドラマ。全12回。原作ははやみねかおるの『名探偵夢水清志郎事件ノート』シリーズ。主演は三倉茉奈・三倉佳奈。
ドラマ愛の詩『ズッコケ三人組』との合同スペシャルドラマ『ズッコケ三人組VS双子探偵〜光の世界へ翔べ〜』もNHK教育テレビジョンにて2001年1月1日の18時から19時15分に放送された。

## 原作との違い
原作は「名探偵夢水清志郎事件ノート」シリーズであるが、原作をベースにしつつも、大幅なアレンジが加えられている。たとえばシリーズの語り手である岩崎亜衣は原作では三つ子の長女であるが、本作品では双子の姉妹の片割れになっている。また、亜衣と真衣の両親は離婚しており、真衣は父親に引き取られて大阪に住んでいたという設定になっている（このため、本作では真衣は関西弁を話している）。探偵役である夢水清志郎も、原作では怠け者という要素が強いが、この作品ではかなりハードボイルド風に描かれている。また、舞台も銀座界隈になっている。

## 登場人物

### 主要人物
岩崎亜衣
演 - 三倉茉奈
本作の主人公。「名探偵」と名乗る謎の男・夢水清志郎と双子の妹・真衣との出会いをきっかけに様々な事件を経験していくことになる。
山下真衣
演 - 三倉佳奈
亜衣の双子の妹。両親が離婚した際、父に引き取られて大阪で暮らしていた。父が海外赴任する事になったため、父が帰国するまで母の下で暮らす事になる。亜衣は彼女と出会うまで自分に姉妹がいた事を知らなかった。納豆が嫌い。
夢水清志郎
演 - 和泉元彌
演 - 手塚とおる（スペシャルのみ）
「名探偵」と名乗る謎の男性だが、自称するだけあり推理力は高い。常に黒ずくめの服装で、帽子をかぶりサングラスをかけている。本作では銀座明神のビルに居候している。
宮本与兵衛
演 - 上田耕一
銀座明神の神主。夢水と知り合いで、彼を自分のビルに居候させる。
上越警部
演 - 川平慈英
警視庁の警部。本作では麗一の父親という設定になっており、容姿も原作とは大幅に異なっている（原作では太り気味の男性だったが、本作では口ひげを蓄えたスマートな男性になっている）。
真木恭子
演 - 広岡由里子
亜衣のクラスの担任教師。
岩清水刑事
演 - 矢沢孝治
上越麗一
演 - 藤間宇宙
亜衣のクラスメイト。真衣と意気投合し、「探偵同盟」を結成する。本作では上越警部の息子という設定になっているため、原作と姓が違う。
樋口浩介
演 - 西翔平

山田めぐみ
演 - 鴇田祐穂

岩崎羽衣
演 - 小林聡美
亜衣と真衣の母。本作では夫と離婚しており、茶道教室を開いているという設定になっている。
宮坂エリー
演 - ウォーターハウス美希
亜衣達のクラスにやってきた転校生。ニューヨークからやってきた帰国子女で、空手の経験者。
宮坂マリー
演 - ウォーターハウス亜耶
連続通り魔事件の犯人を捜していた亜衣達の前に現れたエリーと瓜二つの少女。実はエリーの双子の妹。

### ゲストキャラクター
| 第1話 - 第2話 - 大野みさ - 水野里江 - 亜衣の先輩で生徒会長。マジックショーの最中に失踪してしまう。 - みさの母 - 吉宮君子 - 柴田将也 - 平山佳延 - 天才ピアノ少年といわれる中学生の少年。 - 前田朝子 - 小野寺貴子 - 絵を描くのが好きな中学生の少女。 - マジシャン - ナポレオンズ - マジックショーを行っていたマジシャン。 第3話 - 高橋智子 - せきぐちきみこ - 銀座の青果店の娘。 - 青木さゆり - 春川早苗 - ファーストフード店でアルバイトをしている女子高生。 - パチンコ店支配人 - 新井今日子 第4話 - 川井初枝 - 千石規子 - 羽衣の自転車にぶつかり、怪我をした事から亜衣達の家に転がり込んだおばあさん。 - 古賀 - 駒塚由衣 - 山本 - 大堀こういち 第5話 - 第6話 - 染井吉野 - 宮村優子（声のみ） - 10年前、四つ葉学園の文化祭の前日に自殺した少女。当時教育実習生として四つ葉学園に来ていた真木先生と面識があった。 | 第8話 - 木島 - 東幹久 - 与兵衛が通っているバーのバーテンダー。三年前に妻と離婚している。 - 橋本瑠美子 - 千堂あきほ - ナオミ - 有坂来瞳 - 保母 - 吉利治美 - ホステス - 樋口しげり（最終話にも出演） 第9話 - 高木龍太郎 - 豊島裕也 - 佐伯亮平 - 塚本高史 - サッカー部の部長。 - 店長 - 小林すすむ - スポーツ用品店の店長。 - 高木の父 - 柴田林太郎 第10話 - 多岐川政夫 - 近藤芳正 - 多岐川の妻 - 四保川真莉 - 多岐川の娘 - 鈴木まどか 第12話 - 山下一太郎 - 嘉門達夫 - 亜衣と真衣の父。羽衣と離婚した後、真衣を引き取って大阪に住んでいた。 - 売店店員 - もたいまさこ - 配達員 - 甲斐真里 |

## スタッフ
- 脚本：伴一彦
- 主題歌：「名探偵は人生を答えず」歌・宮村優子、作詞・大槻ケンヂ、作曲・関口和之、編曲・長谷部徹
- タイトル画：村田四郎
- 茶道指導：鈴木宗鶴
- 擬斗：深作覚
- 制作統括：菅康弘、小見山佳典、阿部康彦
- 美術：佐々木和郎
- 技術：室敏雄
- 音響効果：西ノ宮金之助、原大輔
- 撮影：小野彰久
- 照明：貫井聡一
- 音声：大塚茂夫、下迫賢治、山本哲伸
- 映像技術：伊藤勝彦、氏家正樹、鈴木達也
- 美術進行：江良勝紀
- 編集：田中美砂
- 演出：笠浦友愛、木村隆文、菅原浩
- 共同制作：NHKエンタープライズ21
- 制作・著作：NHK

## 放送日程
| 放送回 | 放送日   | サブタイトル             | 演出     |
| ------ | -------- | ------------------------ | -------- |
| 第1回  | 7月03日  | そしてこどもがいなくなる | 笠浦友愛 |
| 第2回  | 7月10日  | 魔法が解けるのは今夜     | 笠浦友愛 |
| 第3回  | 7月17日  | 怪物はどこにいる         | 笠浦友愛 |
| 第4回  | 7月24日  | ラストダンスは一緒に     | 笠浦友愛 |
| 第5回  | 7月31日  | 亡霊は夜歩く             | 木村隆文 |
| 第6回  | 8月07日  | 亡霊が消える日           | 木村隆文 |
| 第7回  | 8月28日  | 強敵あらわる             | 管原浩   |
| 第8回  | 9月04日  | 赤ちゃんを探せ           | 管原浩   |
| 第9回  | 9月11日  | 星に願いを               | 木村隆文 |
| 第10回 | 9月18日  | 天国まで一時間           | 笠浦友愛 |
| 第11回 | 9月25日  | 走る名探偵               | 木村隆文 |
| 最終回 | 10月02日 | さよならドッペルゲンガー | 笠浦友愛 |

## スペシャル
『ズッコケ三人組VS双子探偵〜光の世界へ翔べ〜』と題し、NHK教育にて2001年1月1日の18時から19時15分に放送された。